# Tismana
Tismana er en by i distriktet Gorj i Oltenien Rumænien. Den administrerer 10 landsbyer: Celei, Costeni, Gornovița, Isvarna, Pocruia, Racoți, Sohodol, Topești, Vâlcele og  Vânăta.
Byen har 6.359 (2021) indbyggere.

## Historie
I den byzantinske periode var Tismana et vigtigt center for Hesykasme (en), da Nikodemus af Tismana byggede et kloster i Tismana i 1300-tallet.

## Billeder
- Dieudonné Lancelot:  Tismana Kloster (1860)
- Udsigt over Tismana Kloster
- Trækirke i Pocruia
- Trækirke i Gornovița